# Catalogo di Cencio Camerario
Il catalogo di Cencio Camerario è un elenco delle chiese di Roma, redatto da Cencio Savelli, camerarius dei papi Clemente III e Celestino III, a sua volta futuro pontefice eletto al soglio pontificio col nome di papa Onorio III (1216-1227). Esso costituisce uno dei più antichi e completi elenchi di chiese romane, risalente alla fine del XII secolo.

## Descrizione
Il catalogo è contenuto nel Liber Censuum (Liber Censuum Romanae Ecclesiae), ovvero il libro in cui il Camerario annotò tutte le rendite della Chiesa di Roma provenienti da tutte le diocesi e i monasteri della cristianità di allora. Il Liber, redatto nel 1192 e conservato nella Biblioteca apostolica vaticana, riporta il seguente incipit:
Il Liber Censuum è un insieme eterogeneo di argomenti diversi: esso contiene i contratti di affitto della chiesa romana, le donazioni e i privilegi accordati ai re dei Franchi, i trattati stipulati con i Normanni. Inoltre contiene l'Ordo romanus, ossia l'insieme dei vari riti e cerimonie papali che venivano celebrati a Roma, secondo un ordine prestabilito e l'importanza della cerimonia stessa: così abbiamo i riti delle principali feste liturgiche romane, il cerimoniale per la presa di possesso della diocesi da parte del nuovo papa, i riti di elezione e consacrazione dei papi e dei vescovi, e le cerimonie per la consacrazione di re e imperatori.
Nell'Ordo si trovano elencate le chiese di Roma che, in occasione delle principali solennità, ricevevano dal papa il presbiterio, cioè una elargizione in denaro. La più importante di queste solennità era quella denominata festa degli archi e dei turiboli, che si celebrava il lunedì di Pasqua, il giorno successivo alla più grande solennità liturgica della cristianità.
Ed è proprio questa la festa cui fa riferimento il nostro catalogo: Questo è il presbiterio che viene dato ai sacerdoti romani nella festa dei turiboli. Il catalogo è suddiviso in due sezioni: nella prima sezione abbiamo l'elenco delle chiese romane officiate da sacerdoti, con la somma elargita in soldi o denari; nella seconda sezione, abbiamo un breve elenco di chiese, di cui è detto che sono ignote e senza chierici (Iste sunt ecclesie que sunt ignote et sine clericis). Il totale delle chiese enumerate nel catalogo è 315.

## Catalogo

### Prima parte
Hoc est presbyterium superius nominatum, quod datur presbyteris Romanis pro thuribulis:
| N°  | Chiesa nel catalogo                                           | Chiesa attuale                               | Note                                                             |
| --- | ------------------------------------------------------------- | -------------------------------------------- | ---------------------------------------------------------------- |
| 1   | Ecclesie beati Petri VIII sol.                                | San Pietro in Vaticano                       | ricostruita nel XVI secolo                                       |
| 2   | sancte Marie Majori IIII sol.                                 | Santa Maria Maggiore                         |                                                                  |
| 3   | sancto Johanni Lateranensi IIII sol.                          | San Giovanni in Laterano                     |                                                                  |
| 4   | sancto Laurentio in Lucina II sol.                            | San Lorenzo in Lucina                        |                                                                  |
| 5   | sancto Marcello II sol.                                       | San Marcello al Corso                        |                                                                  |
| 6   | sancto Apostolo II sol.                                       | Santi XII Apostoli                           |                                                                  |
| 7   | sancto Marco II sol.                                          | San Marco Evangelista al Campidoglio         |                                                                  |
| 8   | sancto Laurentio in Damaso II sol.                            | San Lorenzo in Damaso                        |                                                                  |
| 9   | sancto Apostolo Petro ad Vincula II sol.                      | San Pietro in Vincoli                        |                                                                  |
| 10  | sancto Martino in Montibus II sol.                            | Santi Silvestro e Martino ai Monti           |                                                                  |
| 11  | sancte Praxedi II sol.                                        | Santa Prassede                               |                                                                  |
| 12  | sancto Eusebio I sol.                                         | Sant'Eusebio                                 |                                                                  |
| 13  | sancte Potentiane II sol.                                     | Santa Pudenziana                             |                                                                  |
| 14  | sancto Vitali II sol.                                         | San Vitale                                   |                                                                  |
| 15  | sancte Susannae II sol.                                       | Santa Susanna alle Terme di Diocleziano      |                                                                  |
| 16  | sancte Cruci II sol.                                          | Santa Croce in Gerusalemme                   |                                                                  |
| 17  | sancto Stephano in Celio monte II sol.                        | Santo Stefano Rotondo al Celio               |                                                                  |
| 18  | sanctis Johanni et Paulo II sol.                              | Santi Giovanni e Paolo                       |                                                                  |
| 19  | sancte Prisce II sol.                                         | Santa Prisca                                 |                                                                  |
| 20  | sancto Xisto II sol.                                          | San Sisto Vecchio                            |                                                                  |
| 21  | sancto Nereo II sol.                                          | Santi Nereo e Achilleo                       |                                                                  |
| 22  | sancte Balbine II sol.                                        | Santa Balbina all'Aventino                   |                                                                  |
| 23  | sancto Clementi II sol.                                       | San Clemente al Laterano                     |                                                                  |
| 24  | sancte Anastasie II sol.                                      | Sant'Anastasia al Palatino                   |                                                                  |
| 25  | sancto Ciriaco II sol.                                        | San Ciriaco in Thermis                       | scomparsa nel XV secolo                                          |
| 26  | sancte Sabine II sol.                                         | Santa Sabina                                 |                                                                  |
| 27  | sanctis Petro et Marcellino II sol.                           | Santi Marcellino e Pietro al Laterano        |                                                                  |
| 28  | sancte Marie trans Tyberim II sol.                            | Santa Maria in Trastevere                    |                                                                  |
| 29  | sancto Grisogoni II sol.                                      | San Crisogono                                |                                                                  |
| 30  | sancte Cecilie II sol.                                        | Santa Cecilia in Trastevere                  |                                                                  |
| 31  | sancte Marie in Donnica XVIII den.                            | Santa Maria in Domnica                       |                                                                  |
| 32  | sancte Lucie in Septem soliis XVIII den.                      | Santa Lucia in Septisolio                    | scomparsa nel XVI secolo (titulus)                               |
| 33  | sancte Marie nove XVIII den.                                  | Santa Francesca Romana                       | mutò nome nel XV secolo                                          |
| 34  | sancte Lucie in Silice XVIII den.                             | Santa Lucia in Selci                         |                                                                  |
| 35  | sancto Vito XVIII den.                                        | Santi Vito e Modesto                         |                                                                  |
| 36  | sancto Cosmato XVIII den.                                     | Santi Cosma e Damiano                        |                                                                  |
| 37  | sancto Adriano XVIII den.                                     | Sant'Adriano al Foro Romano                  | sconsacrata (Curia Iulia)                                        |
| 38  | sanctis Sergio et Baccho XVIII den.                           | Santi Sergio e Bacco degli Ucraini           |                                                                  |
| 39  | sancto Theodoro XVIII den.                                    | San Teodoro al Palatino                      |                                                                  |
| 40  | sancto Georgio ad Velum aureum XVIII den.                     | San Giorgio in Velabro                       |                                                                  |
| 41  | sancte Marie Scole grece XVIII den.                           | Santa Maria in Cosmedin                      |                                                                  |
| 42  | sancte Marie de Porticu XVIII den.                            | Santa Galla                                  | demolita tra il 1928 e il 1930                                   |
| 43  | sancto Nicolao de Carcere XVIII den.                          | San Nicola in Carcere                        |                                                                  |
| 44  | sancto Angelo piscium ven[a]lium XVIII den.                   | Sant'Angelo in Pescheria                     |                                                                  |
| 45  | sancte Agathe XVIII den.                                      | Sant'Agata de Caballo                        | scomparsa                                                        |
| 46  | sancte Marie in Via lata XVIII den.                           | Santa Maria in Via Lata                      |                                                                  |
| 47  | sancte Marie in Aquiro XVIII den.                             | Santa Maria in Aquiro                        |                                                                  |
| 48  | sancto Eustachio XVIII den.                                   | Sant'Eustachio                               |                                                                  |
| 49  | sancto Laurentio Mirand II sol.                               | San Lorenzo in Miranda                       |                                                                  |
| 50  | monasterio Paladii II sol.                                    | San Sebastiano al Palatino                   |                                                                  |
| 51  | monasterio sancte Agathe II sol.                              | Sant'Agata dei Goti                          |                                                                  |
| 52  | sanctis Quatuor II sol.                                       | Santi Quattro Coronati                       |                                                                  |
| 53  | sancto Cesario Grecorum II sol.                               | San Cesareo in Palatio                       | scomparsa nel XV secolo                                          |
| 54  | sancte Marie in monasterio II sol.                            | Santa Maria in Monasterio                    | demolita nel XVI secolo                                          |
| 55  | monasterium domine Rose II sol.                               | Santa Caterina dei Funari                    |                                                                  |
| 56  | sancte Trinitati Scottorum II sol.                            | San Tommaso di Canterbury                    |                                                                  |
| 57  | monasterium de Julia XVIII den.                               | Sant'Anna dei Falegnami                      | demolita nel XIX secolo                                          |
| 58  | monasterio sancti Pancratii II sol.                           | San Pancrazio                                |                                                                  |
| 59  | sancto Blasio Gattusecuta II sol.                             | San Biagio degli Armeni                      |                                                                  |
| 60  | sancto Basili XVIII den.                                      | San Basilio al Foro di Augusto               | demolita nel 1932                                                |
| 61  | sancte Marie in Capitolio II sol.                             | Santa Maria in Aracoeli                      |                                                                  |
| 62  | sancto Vincentio XVIII den.                                   | San Vincenzo in Vaticano                     | demolita nel 1611                                                |
| 63  | sancto Sergio Palatii Caruli XII den.                         | Santi Sergio e Bacco in Vaticano             | scomparsa                                                        |
| 64  | sancto Stephano Mizino XII den.                               | Santo Stefano miccino                        | scomparsa                                                        |
| 65  | sancto Salvatori Terrionis XII den.                           | San Pietro in Borgo                          |                                                                  |
| 66  | sancto Zenoni VI den.                                         | San Zenone                                   | scomparsa                                                        |
| 67  | sancto Martino Bergariorum XII den.                           | Santa Maria de Vergariis                     | scomparsa                                                        |
| 68  | sancto Justino VI den.                                        | San Giustino in Vaticano                     | scomparsa nel XV secolo                                          |
| 69  | sancto Peregrino VI den.                                      | San Pellegrino in Vaticano                   |                                                                  |
| 70  | sancto Egidio VI den.                                         | Sant'Egidio a Borgo                          |                                                                  |
| 71  | sancto Gregorio de Curtina VI den.                            | San Gregorio de Cortina                      | demolita nel XVI secolo                                          |
| 72  | sancto Laurentio Piscium VI den.                              | San Lorenzo in Piscibus                      |                                                                  |
| 73  | sancto Martino de Curtina VI den.                             | San Martino in Cortina                       | scomparsa                                                        |
| 74  | sancto Salvatori Coxe caballi VI den.                         | San Giacomo a Scossacavalli                  | demolita nel 1937                                                |
| 75  | sancto Michaeli VI den.                                       | Santi Michele e Magno                        |                                                                  |
| 76  | sancte Marie Saxie XII den.                                   | Santo Spirito in Sassia                      |                                                                  |
| 77  | sancte Marie Traspadine VI den.                               | Santa Maria in Transpontina                  |                                                                  |
| 78  | sancto Abaciro XII den.                                       | Sant'Abbaciro delle Milizie                  | scomparsa                                                        |
| 79  | Salvatori Militiarum VI den.                                  | San Salvatore delle Milizie                  | scomparsa alla fine del XVI secolo                               |
| 80  | sancto Nicolao Funariorum VI den.                             | Sant'Orsola a Tor de' Specchi                | demolita nel XX secolo                                           |
| 81  | sancto Andree inde VI den.                                    | Sant'Andrea in Vincis                        | demolita nel XX secolo                                           |
| 82  | sancte Marie Canaparie VI den.                                | Santa Maria de Cannapara                     | scomparsa                                                        |
| 83  | sancte Marie de Guinizzo VI den.                              | Santa Maria in Vincis                        | demolita nel XX secolo                                           |
| 84  | sancte Marie de Macello VI den.                               | Santa Maria in Macello                       | scomparsa                                                        |
| 85  | sancte Marie Arcu auri VI den.                                | Santa Maria dell'Arco Aureo                  | scomparsa                                                        |
| 86  | sanctis Petro et Marcellino Sebura VI den.                    | Santi Pietro e Marcellino alla Suburra       | scomparsa dopo il XV secolo                                      |
| 87  | sancto Andree trans Tyberim VI den.                           | Sant'Andrea dei Vascellari                   | è una chiesa sconsacrata                                         |
| 88  | sancte Marie in turrim trans Tyberim VI den.                  | Santa Maria della Torre                      | scomparsa                                                        |
| 89  | sancte Bonose VI den.                                         | Santa Bonosa                                 | demolita nel 1888                                                |
| 90  | sancto Laurentio de Piscinula VI den.                         | San Lorenzo in Piscinula                     | scomparsa                                                        |
| 91  | sancte Marie in Capella VI den.                               | Santa Maria in Cappella                      |                                                                  |
| 92  | sancto Benedicto de Piscinula VI den.                         | San Benedetto in Piscinula                   |                                                                  |
| 93  | sancto Salvatori Pede pontis VI den.                          | San Salvatore a Ponte Rotto                  | demolita nel 1884                                                |
| 94  | sancte Agathe trans Tyberim VI den.                           | Sant'Agata in Trastevere                     |                                                                  |
| 95  | sancto Stephano inde VI den.                                  | Santo Stefano in Trastevere                  | scomparsa                                                        |
| 96  | sancto Blasio de Mercato VI den.                              | San Biagio de Mercato                        | ridotta a stato di rudere                                        |
| 97  | sancte Marie in Petrocio VI den.                              | Santa Maria in Petrocia                      | scomparsa                                                        |
| 98  | sancto Salvatori Trium ymaginum VI den.                       | San Salvatore de tribus imaginibus           | demolita nel 1888                                                |
| 99  | sancto Trifo XII den.                                         | San Trifone in Posterula                     | demolita nel XVIII secolo                                        |
| 100 | sancto Stephano de Pila VI den.                               | Santo Stefano de pila                        | scomparsa                                                        |
| 101 | sancto Nicolao Macelli VI den.                                | San Niccolò de macello                       | scomparsa                                                        |
| 102 | sancte Marie Rotunde XVIII den.                               | Santa Maria ad Martyres                      |                                                                  |
| 103 | sancte Marie Campitelli VI den.                               | Santa Maria in Portico in Campitelli         |                                                                  |
| 104 | Salvatori de Sere VI den.                                     | San Salvatore de sere                        | scomparsa e non identificata                                     |
| 105 | sancte Marie de Archa Noe VI den.                             | Santa Maria in Macello Martyrum              | demolita nel XX secolo                                           |
| 106 | sancto Johanni de Campo Turriclano VI den.                    | San Giovanni de Campo Turriciano             | scomparsa                                                        |
| 107 | sancto Celso XVIII den.                                       | Santi Celso e Giuliano                       |                                                                  |
| 108 | sancto Anastasio de Trivio VI den.                            | Santi Vincenzo e Anastasio a Trevi           |                                                                  |
| 109 | sancto Andree de Mortarariis VI den.                          | Sant'Andrea de Marmorariis                   | demolita nel XIX secolo (cfr. la chiesa di Sant'Ivo dei Bretoni) |
| 110 | sancte Marie de Cannella VI den.                              | Santa Maria in Cannella                      | scomparsa                                                        |
| 111 | sancte Marie Balneapolim VI den.                              | Santi Domenico e Sisto                       | demolita nel XVII secolo per costruire l'attuale chiesa          |
| 112 | sancto Salvatori Divitiarum VI den.                           | San Salvatore de Divitiis                    | scomparsa                                                        |
| 113 | sancte Marie Curtis done Miccine VI den.                      | Santa Maria in corte Donna Miccina           | scomparsa nel XV secolo                                          |
| 114 | sancte Marie in Tofelato VI den.                              | Santa Maria in Tofella                       | scomparsa                                                        |
| 115 | sancto Laurentio de Muzo VI den.                              | San Lorenzo de Muzo                          | scomparsa                                                        |
| 116 | sancto Laurentio de Bascio VI den.                            | San Lorenzo de Bascio                        | scomparsa                                                        |
| 117 | sancto Nicolao de Marmorata VI den.                           | San Nicola de Marmorata                      | scomparsa                                                        |
| 118 | sancto Anastasio inde VI den.                                 | Sant'Anastasio de Marmorata                  | scomparsa                                                        |
| 119 | sancte Anne VI den.                                           | Sant'Anna de Marmorata                       | scomparsa                                                        |
| 120 | Salvatori in Marmorata VI den.                                | San Salvatore de Marmorata                   | scomparsa                                                        |
| 121 | sancte Marie de Gradellis VI den.                             | Santa Maria Egiziaca                         | sconsacrata (Tempio di Portuno)                                  |
| 122 | sancto Gregorio de Gradellis VI den.                          | San Gregorio de Gradellis                    | scomparsa                                                        |
| 123 | sancte Marie Secundicerii VI den.                             | Santa Maria in Secondocerio                  | scomparsa                                                        |
| 124 | sancto Gregorio de Ponte VI den.                              | San Gregorio della Divina Pietà              |                                                                  |
| 125 | sancto Laurentio a Flumine VI den.                            | San Lorenzo de flumine                       | scomparsa                                                        |
| 126 | sancto Stephano Rotundo VI den.                               | Chiesa di Santa Maria del Sole               | sconsacrata (Tempio di Ercole Vincitore)                         |
| 127 | sancto Laurentio Mondezarii VI den.                           | San Lorenzo de Mondezzari                    | scomparsa                                                        |
| 128 | sancto Geminiano V den.                                       | San Geminiano                                | scomparsa nel XV secolo                                          |
| 129 | sancto Gregorio Grecorum VI den.                              | San Gregorio dei Greci                       | scomparsa                                                        |
| 130 | sancte Marie Johannis Bovis VI den.                           | Santa Maria dei Bovi                         | scomparsa                                                        |
| 131 | sancte Marie in Vallicella VI den.                            | Santa Maria in Vallicella                    |                                                                  |
| 132 | sancto Sergio de Forma VI den.                                | Santi Sergio e Bacco de forma                | scomparsa                                                        |
| 133 | sancto Johanni de Insula XVIII den.                           | San Giovanni Calibita                        |                                                                  |
| 134 | sancto Bartholomeo XVIII den.                                 | San Bartolomeo all'Isola                     |                                                                  |
| 135 | sancte Martine XVIII den.                                     | Santi Luca e Martina                         |                                                                  |
| 136 | sancte Marie in Minerva XII den.                              | Santa Maria sopra Minerva                    |                                                                  |
| 137 | sancte Marie in Cambiatoribus VI den.                         | Santa Maria in Cambiatoribus                 | scomparsa nel XVI secolo                                         |
| 138 | sanctis Abdon e[t] Senen VI den.                              | Santi Abdon e Sennen                         | scomparsa nel XVII secolo                                        |
| 139 | sancto Pantaleoni III clibanorum VI den.                      | Santa Maria del Buon Consiglio               | sconsacrata (?) nel XX secolo                                    |
| 140 | sancto Silvestro de Biberatica VI den.                        | San Silvestro al Quirinale                   |                                                                  |
| 141 | sancto Thome de Parrioni VI den.                              | San Tommaso in Parione                       |                                                                  |
| 142 | sancto Mannato VI den.                                        | San Menna                                    | scomparsa                                                        |
| 143 | sancte Cecilie de Faffo VI den.                               | Santa Cecilia de Monte Faffo                 | scomparsa                                                        |
| 144 | sancto Sebastiano de Via pape VI den.                         | San Sebastiano de via Papae                  | demolita nel XVI secolo                                          |
| 145 | sancto Blasio Acceptorum VI den.                              | San Biagio de Monte Acceptorum               | demolita nel XVIII secolo                                        |
| 146 | sancto Johanni de Orrea VI den.                               | San Giovanni in horrea                       | scomparsa                                                        |
| 147 | sancto Petro inde VI den.                                     | Santi Pietro e Martino                       | scomparsa                                                        |
| 148 | sancto Andree de Columpna VI den.                             | Sant'Andrea della Colonna                    | scomparsa nel XVI secolo                                         |
| 149 | sancto Andree de Ursa VI den.                                 | Sant'Andrea dell'Orso                        | scomparsa                                                        |
| 150 | sancto Stephano de Curte VI den.                              | Santo Stefano de Curte                       | scomparsa                                                        |
| 151 | sancto Andree de Curtis VI den.                               | Sant'Andrea delle Fratte                     |                                                                  |
| 152 | sancto Blasio Curtium VI den.                                 | San Biagio de Curtis                         | scomparsa                                                        |
| 153 | sancto Benedicto de Piscina VI den.                           | San Benedetto in Piscinula                   |                                                                  |
| 154 | sancto Andree Putei de Proba VI den.                          | Sant'Andrea del Pozzo di Proba               | scomparsa                                                        |
| 155 | sancto Maguto XII den.                                        | San Macuto                                   |                                                                  |
| 156 | sancto Nicolao Forbitorum VI den.                             | San Niccolò de forbitoribus                  | demolita nel XVII secolo                                         |
| 157 | Salvatori Scottorum VI den.                                   | San Salvatore degli Scotti                   | luogo incerto - scomparsa                                        |
| 158 | sancto Nicolao de Trivio VI den.                              | Santa Croce e San Bonaventura dei Lucchesi   | demolita nel XVII secolo per costruire l'attuale chiesa          |
| 159 | sancto Thome de Spanis XII den.                               | Santi Giovanni Evangelista e Petronio        |                                                                  |
| 160 | sancto Andree inde VI den.                                    | Sant'Andrea de Biberatica                    | scomparsa nel XVI secolo                                         |
| 161 | sancto Laurentie Beberatice VI den.                           | San Lorenzo de Biberatica                    | scomparsa                                                        |
| 162 | Salvatori inde VI den.                                        | San Salvatore de Biberatica                  | scomparsa                                                        |
| 163 | sancto Anastasio Ariole VI den.                               | Santi Vincenzo e Anastasio alla Regola       | demolita intorno al 1888                                         |
| 164 | Salvatori Sibure VI den.                                      | San Salvatore ai Monti                       |                                                                  |
| 165 | Salvatori Maximinorum VI den.                                 | San Salvatore de Maximis                     | scomparsa nel XVI secolo                                         |
| 166 | sancte Cecilie Cencii Pantaleonis VI den.                     | Santa Cecilia de Pantaleis                   | scomparsa nel XVI secolo                                         |
| 167 | sancte Eufemie Sebure VI den.                                 | Sant'Eufemia                                 | scomparsa nel XVI secolo                                         |
| 168 | sancto Johanni porte Latine XII den.                          | San Giovanni a Porta Latina                  |                                                                  |
| 169 | sancto Leoni inde XVIII den.                                  | San Leone al Celio                           | scomparsa                                                        |
| 170 | sancto Thome Fraternitatis XVIII den.                         | San Tommaso ai Cenci                         |                                                                  |
| 171 | sancto Valentino Baniomizino VI den.                          | San Sebastiano dei Mercanti                  | distrutta dopo il 1870                                           |
| 172 | Salvatori Cacabari VI den.                                    | Santa Maria del Pianto                       |                                                                  |
| 173 | sancte Marie inde VI den.                                     | Santa Maria dei Calderari                    | demolita nel XIX-XX secolo                                       |
| 174 | sancto Symeoni de Pusterula VI den.                           | San Simeone Profeta                          | sconsacrata                                                      |
| 175 | sancto Calixto trans Tyberim VI den.                          | San Callisto in Trastevere                   |                                                                  |
| 176 | sancte Rufine VI den.                                         | Sante Rufina e Seconda                       |                                                                  |
| 177 | sancto Blasio VI den.                                         | San Biagio in Trastevere                     | scomparsa                                                        |
| 178 | sancto Angelo in Jannuculo VI den.                            | Sant'Angelo al Gianicolo                     | scomparsa                                                        |
| 179 | sancto Johanni de Porta VI den.                               | San Giovanni della Malva                     |                                                                  |
| 180 | sancto Silvestro VI den.                                      | Santa Dorotea                                |                                                                  |
| 181 | Sanctis Quadraginta VI den.                                   | Santi Quaranta Martiri e San Pasquale Baylon |                                                                  |
| 182 | sancto Laurentio de Curtibus VI den.                          | San Lorenzo de Curtibus                      | scomparsa                                                        |
| 183 | Salvatori de Rota Colosei VI den.                             | San Salvatore de Rota                        | scomparsa                                                        |
| 184 | sancto Stephano VI den.                                       | Santo Stefano                                | scomparsa; identificazione incerta                               |
| 185 | Salvatori Primicerii VI den.                                  | San Salvatore in Primicerio                  | demolita nel XX secolo                                           |
| 186 | sancto Patrimot. VI den.                                      | Santi Muzio, Coprete e Alessandro            | demolita nel 1558                                                |
| 187 | sancte Lutie de Pinea VI den.                                 | Santa Lucia alle Botteghe Oscure             | demolita tra il 1938 e il 1941                                   |
| 188 | sancto Martino de Maximo VI den.                              | San Martino de Maximo                        | scomparsa; identificazione incerta                               |
| 189 | sancto Johanni Crib. plumb. VI den.                           | San Giovanni in Carapullo                    | scomparsa                                                        |
| 190 | sancte Marie de Fossa VI den.                                 | San Giovanni Decollato                       |                                                                  |
| 191 | sancto Laurentio de Proto VI den.                             | San Lorenzo ai Monti                         | demolita nel XX secolo                                           |
| 192 | sancte Marie in Via VI den.                                   | Santa Maria in Via                           |                                                                  |
| 193 | sancto Cosme de Pinea VI den.                                 | San Lorenzo della Pigna                      | scomparsa nel XVI secolo                                         |
| 194 | sancto Anastasio de Pinea VI den.                             | Sant'Anastasio della Pigna                   | scomparsa nel XVI secolo                                         |
| 195 | sancte Cecilie Nicolai Marescalci VI den.                     | Santa Cecilia di Nicola Marescalchi          | scomparsa                                                        |
| 196 | sancto Laurentio de Calcario VI den.                          | San Lorenzo de calcarario                    | scomparsa                                                        |
| 197 | sancto Nicolao Arcionum VI den.                               | San Nicola in Arcione                        | demolita nel XX secolo                                           |
| 198 | sancto Silvestro de Thermis VI den.                           | San Silvestro de Tauro                       | scomparsa                                                        |
| 199 | Salvatori de Caballo VI den.                                  | San Salvatore dei Cornuti                    | scomparsa nel XVII secolo                                        |
| 200 | sancto Martino de Pannarella VI den.                          | San Martino de Panerella                     | scomparsa nel XVIII secolo                                       |
| 201 | sancte Marie in Capitello VI den.                             | Santa Maria Annunziata a Tor de' Specchi     |                                                                  |
| 202 | sancto Ypolito VI den.                                        | Santi Ippolito e Cassiano                    | scomparsa nel XVI secolo                                         |
| 203 | sancte Marie de Berta VI den.                                 | Santa Maria domna Berta                      | scomparsa                                                        |
| 204 | Salvatori Curtium VI den.                                     | Santa Maria della Luce                       |                                                                  |
| 205 | sancte Barbare VI den.                                        | Santa Barbara dei Librai                     |                                                                  |
| 206 | sancto Stephano de Caballo VI den.                            | Santo Stefano de Caballo                     | scomparsa                                                        |
| 207 | sancto Andree in Pallacina VI den.                            | Sant'Andrea in Pallacina                     | scomparsa nel XVI secolo                                         |
| 208 | sancte Marie in Publico VI den.                               | Santa Maria in Publicolis                    |                                                                  |
| 209 | sancto Nicolao de Formis VI den.                              | San Nicola in Formis                         | scomparsa                                                        |
| 210 | sancto Cosme sancte Marie majoris VI den.                     | Santi Cosma e Damiano                        | scomparsa nel XVI secolo                                         |
| 211 | sancto Adriano sancte Marie majoris VI den.                   | Sant'Adriano                                 | scomparsa                                                        |
| 212 | sancto Adriano in Massa Juliana sancte Marie majoris VI den.  | Sant'Andrea Catabarbara                      | scomparsa                                                        |
| 213 | sancto Adriano Massaio VI den. sancte Marie majoris           | Sant'Andrea in Exaiolo                       | scomparsa                                                        |
| 214 | sancto Nicolao Columpne Adriani VI den.                       | San Nicola della Colonna                     | scomparsa                                                        |
| 215 | sancto Apolinari XVIII den.                                   | Sant'Apollinare                              |                                                                  |
| 216 | sancto Johanni de Pinea VI den.                               | San Giovanni della Pigna                     |                                                                  |
| 217 | Salvatori de Deocampo VI den.                                 | San Salvatore in Campo                       |                                                                  |
| 218 | sancto Nicolao de Pinea VI den.                               | San Nicola della Pigna                       | scomparsa                                                        |
| 219 | sancto Stephano de Piscina VI den.                            | Santo Stefano in Piscinula                   | demolita nel XIX secolo                                          |
| 220 | sancto Martino de Pila VI den.                                | San Martino de Posterula                     | scomparsa nel XV secolo                                          |
| 221 | sancto Danieli de Forma VI den.                               | San Daniele de Forma                         | scomparsa nel XIV secolo                                         |
| 222 | sancte Marie in Pusterulis VI den.                            | Santa Maria in Posterula                     | scomparsa nel XIX secolo                                         |
| 223 | sancte Cecilie Stephani de Petro VI den.                      | Santa Cecilia de Turre Campi                 | scomparsa cfr. cencio 195                                        |
| 224 | sancte Marie a Flumine VI den.                                | Santa Maria a Capo delle Mole                | scomparsa                                                        |
| 225 | sancto Benedicto Sconchi VI den.                              | San Benedetto Sconzo                         | scomparsa; identificazione incerta                               |
| 226 | sancto Saturnino de Caballo VI den.                           | San Saturnino de Caballo                     | scomparsa nel XVI secolo                                         |
| 227 | sancto Nicolao Melinorum VI den.                              | Sant'Elena dei Credenzieri                   | demolita nel 1880                                                |
| 228 | sancte Marie in Curte VI den.                                 | Santa Maria de curte                         | scomparsa                                                        |
| 229 | sancto Benedicto de Caccabis VI den.                          | San Benedetto in clausura                    | scomparsa nel XVII secolo                                        |
| 230 | celle de Frassa VI den.                                       | Santa Maria della Cella                      | scomparsa                                                        |
| 231 | sancto Tatiano VI den.                                        | Santa Taziana                                | scomparsa                                                        |
| 232 | sancto Eusterio VI den.                                       | Spirito Santo dei Napoletani                 | demolita nel XVI secolo per costruire l'attuale chiesa           |
| 233 | Salvatori de Gallia VI den.                                   | San Salvatore de Gallia                      | scomparsa                                                        |
| 234 | sancte Agneti Agonis VI den.                                  | Sant'Agnese in Agone                         |                                                                  |
| 235 | sancto Nicolao inde VI den.                                   | San Nicola dei Lorenesi                      |                                                                  |
| 236 | sancto Martino in Monticello VI den.                          | Santi Simone e Giuda                         |                                                                  |
| 237 | Salvatori de Lauro VI den.                                    | San Salvatore in Lauro                       |                                                                  |
| 238 | sancto Nicolao Calcariorum VI den.                            | San Nicola dei Cesarini                      |                                                                  |
| 239 | sancto Bartholomeo Johannis Gagetani VI den.                  | San Bartolomeo dei Gaetani                   | scomparsa                                                        |
| 240 | Salvatori de Prefecto VI den.                                 | San Salvatore dei Prefetti                   |                                                                  |
| 241 | sancto Martino in Monterone VI den.                           | Santa Maria in Monterone                     |                                                                  |
| 242 | sancto Cyrico VI den.                                         | Santi Quirico e Giulitta                     |                                                                  |
| 243 | sancte Marie Astariorum VI den.                               | Santa Maria degli Astalli                    | scomparsa nel XVI secolo                                         |
| 244 | sanctis Quadraginta Calcariorum VI den.                       | Santissime Stimmate di San Francesco         | demolita nel XVIII secolo per costruire l'attuale chiesa         |
| 245 | sancto Nicolao Gregorii Cencii VI den.                        | San Nicola de Pecino                         | scomparsa nel XVI secolo                                         |
| 246 | sancto Blasio Milonis Sarraceni VI den.                       | San Biagio dei Saraceni                      | scomparsa                                                        |
| 247 | Salvatori insule de Coloseo VI den.                           | San Salvatore de insula                      | scomparsa                                                        |
| 248 | sancto Sergio de Sebura VI den.                               | Santi Sergio e Bacco degli Ucraini           |                                                                  |
| 249 | Salvatori de Julia VI den.                                    | San Salvatore in Iulia                       | scomparsa nel XVI secolo                                         |
| 250 | sancto Silvestro VI den.                                      | San Silvestro                                | scomparsa; identificazione incerta                               |
| 251 | sancte Marie de Aquarichariis VI den.                         | Santa Maria della Pace                       | demolita nel XV secolo per costruire l'attuale chiesa            |
| 252 | sancto Sisto de Gallinis Alberti VI den.                      | San Sisto in Gallinariis                     | scomparsa                                                        |
| 253 | sancto Angelo de Agusto VI den.                               | Sant'Angelo de Augusta                       | scomparsa                                                        |
| 254 | sancto Blasio de Pinna VI den.                                | San Biagio de Pinna                          | scomparsa                                                        |
| 255 | sancto Andree Arcus auri VI den.                              | Sant'Andrea dell'Arco Aureo                  | scomparsa                                                        |
| 256 | sancto Pantaleoni VI den.                                     | San Pantaleo                                 |                                                                  |
| 257 | sancto Stephano Orfanotrofi VI den.                           | Santo Stefano in Laterano                    | scomparsa                                                        |
| 258 | Salvatori in Bersorum VI den.                                 | San Salvatore degli Inversi                  | scomparsa                                                        |
| 259 | sancte Marie de Ferrariis VI den.                             | Santa Maria de Ferraris                      | scomparsa                                                        |
| 260 | sancto Nicolao de Coloseo VI den.                             | San Nicola al Colosseo                       | scomparsa                                                        |
| 261 | sancte Marie in Monticello XII den.                           | Santa Maria in Monticelli                    |                                                                  |
| 262 | sancte Marie in Catener. XII den.                             | Santa Caterina della Rota                    |                                                                  |
| 263 | sancto Johanni de Ficotia VI den.                             | San Giovanni della Ficozza                   | sconsacrata                                                      |
| 264 | sancto Stephano Artionum VI den.                              | Santo Stefano degli Arcioni                  | scomparsa                                                        |
| 265 | sancto Andree de Sebura VI den.                               | Sant'Andrea della Suburra                    | scomparsa                                                        |
| 266 | sancto Urso VI den.                                           | Sant'Orsola                                  | demolita nel 1886                                                |
| 267 | sancto Blasio de Oliva VI den.                                | Santi Biagio e Carlo ai Catinari             | demolita nel XVII secolo per costruire l'attuale chiesa          |
| 268 | sancto Nicolao Prefecti VI den.                               | San Nicola dei Prefetti                      |                                                                  |
| 269 | Salvatori Barancinorum VI den.                                | San Salvatore dei Baroncini                  | demolita nel 1657                                                |
| 270 | sancto Nicolao de Tofo VI den.                                | Santi Ambrogio e Carlo al Corso              | demolita nel XVII secolo per costruire l'attuale chiesa          |
| 271 | sancte Cecilie Campi Martis VI den.                           | Santi Cecilia e Biagio                       |                                                                  |
| 272 | sancto Benedicto Ariole VI den.                               | Santissima Trinità dei Pellegrini            | demolita nel XVII secolo per costruire l'attuale chiesa          |
| 273 | sancto Cesario de Appia VI den.                               | San Cesareo de Appia                         |                                                                  |
| 274 | sancto Thome Vinearum VI den.                                 | San Tommaso de Vineis                        | scomparsa                                                        |
| 275 | sancto Andree Johannis Ancille Dei VI den.                    | Sant'Andrea de Azanesi                       | demolita nel 1573                                                |
| 276 | sanctis Quadraginta Colosei VI den.                           | Santi Quaranta Martiri al Colosseo           | scomparsa nel XV secolo                                          |
| 277 | sancto Johanni in Agina VI den.                               | San Giovanni in Ayno                         | sconsacrata                                                      |
| 278 | sancte Marie inter duas VI den.                               | Santa Maria tra le due vie                   | scomparsa                                                        |
| 279 | sancte Lucie de Confinio VI den.                              | Santa Maria Maddalena delle Convertite       | scomparsa alla fine del XVIII secolo                             |
| 280 | sancto Blasio de Ascesa VI den.                               | San Biagio ai Monti                          | scomparsa alla fine del XVI secolo                               |
| 281 | sancto Felici in Pinci VI den.                                | San Felice al Pincio                         | scomparsa                                                        |
| 282 | sancto Paulo de Aureola VI den.                               | San Paolo alla Regola                        |                                                                  |
| 283 | sancto Nicolao de Hospitali VI den.                           | San Nicola dell'Ospedale                     | scomparsa                                                        |
| 284 | sancto Nicolao de Furca VI den.                               | San Nicola degli Incoronati                  | demolita nel XX secolo                                           |
| 285 | sancto Stephano de Capite Africe VI den.                      | Santo Stefano ad caput Africae               | scomparsa                                                        |
| 286 | sancte Marie in Foro VI den.                                  | Santa Maria in Foro                          | scomparsa; identificazione incerta                               |
| 287 | sancto Cosme montis Granatorum VI den.                        | Santi Cosma e Damiano de Monte Granato       | scomparsa                                                        |
| 288 | sancto Andree Milonis Sarraceni VI den.                       | Sant'Andrea dei Saraceni                     | scomparsa                                                        |
| 289 | sancte Marine VI den.                                         | Santa Marina al Colosseo                     | scomparsa                                                        |
| 290 | sancte Marie de Manu VI den.                                  | Santa Maria dei Cerchi                       | scomparsa                                                        |
| 291 | sancte Marine in Pusterula VI den.                            | San Girolamo dei Croati                      | demolita nel XVI secolo per costruire l'attuale chiesa           |
| 292 | sancto Stephano di Pinea VI den.                              | Santo Stefano del Cacco                      |                                                                  |
| 293 | sancto Laurentio Nicolai Nasonis VI den.                      | San Lorenzo in Nicolanaso                    | scomparsa                                                        |
| 294 | Salvatori de bono ecclesie sancte Marie in monasterio VI den. | San Salvatore de bono ecclesiae              | scomparsa                                                        |

### Seconda parte
Iste sunt ecclesie, que sunt ignote et sine clericis:
| N°  | Chiesa nel catalogo                     | Chiesa attuale                    | Note                                                    |
| --- | --------------------------------------- | --------------------------------- | ------------------------------------------------------- |
| 295 | sancte Marie in Sinesia VI den.         | Santa Maria in Trivio             |                                                         |
| 296 | sancte Marie in Campo coni VI den.      | Santa Maria in Campo              | scomparsa                                               |
| 297 | sancto Cesario VI den.                  | San Cesareo alla Regola           | scomparsa                                               |
| 298 | Salvatori Johannis Bovis VI den.        | San Giovanni dei Bovi             | scomparsa                                               |
| 299 | sancto Herasmo VI den.                  | Sant'Erasmo                       | scomparsa                                               |
| 300 | sancto Thome de Castro VI den.          | San Tommaso di Castel Sant'Angelo | scomparsa                                               |
| 301 | sancto Blasio de Circlo VI den.         | San Biagio della Fossa            | scomparsa all'inizio del XIX secolo                     |
| 302 | sancto Bartholomeo Lateranensi VI den.  | Santi Andrea e Bartolomeo         |                                                         |
| 303 | sancto Laurentio sancti Cyriaci VI den. | San Lorenzo della Pigna           | scomparsa                                               |
| 304 | sancto Laurentio Artionum VI den.       | San Lorenzo degli Arcioni         | scomparsa                                               |
| 305 | sancto Marco de Taurello VI den.        | San Marco de Taurello             | identificazione incerta                                 |
| 306 | sancte Marie in Campicaruleonis VI den. | Santa Maria in Campo Carleo       | demolita nel 1864                                       |
| 307 | sancto Andree de Caballo VI den.        | Sant'Andrea al Quirinale          | demolita nel XVII secolo per costruire l'attuale chiesa |
| 308 | sancte Lucie Capiumsecuta VI den.       | Santi Pietro e Paolo              | demolita nel XVI secolo per costruire l'attuale chiesa  |
| 309 | sancte Marie in Majurente VI den.       | Santa Maria in Maiurenta          | scomparsa                                               |
| 310 | sancto Laurentio Oculi bovis VI den.    | San Lorenzo dei Bovi              | scomparsa                                               |
| 311 | sancto Vito in Campo VI den.            | San Vito in Campo                 | scomparsa                                               |
| 312 | sancto Nicolao de Alivoto VI den.       | San Nicola dell'Oliveto           | scomparsa                                               |
| 313 | sancto Cesario Grecarum VI den.         | San Cesareo dei Corsi             | scomparsa                                               |
| 314 | sancte Marie in Turri VI den.           | Santa Maria in Torre              | scomparsa; chiesa sconosciuta                           |
| 315 | sancto Gregorio de Massa VI den.        | San Gregorio in Martio            | scomparsa                                               |

## Edizioni
- Edizione di riferimento: Paul Fabre, Le Liber Censuum de l'Eglise romaine, Paris 1889, pp. 300–304